# Ligia Grozav
Ligia Grozav (Rumania, 26 de enero de 1994) es una atleta rumana especializada en la prueba de salto de altura, en la que consiguió ser campeona mundial juvenil en 2011.

## Carrera deportiva
En el Campeonato Mundial Juvenil de Atletismo de 2011 ganó la medalla de oro en el salto de altura, con un salto por encima de 1.87 metros, superando a la ucraniana Iryna Herashchenko (plata también con 1.87 metros pero en más intentos) y a la jamaicana Chanice Porter (bronce con 1.82 metros).